# Real Irish Republican Army

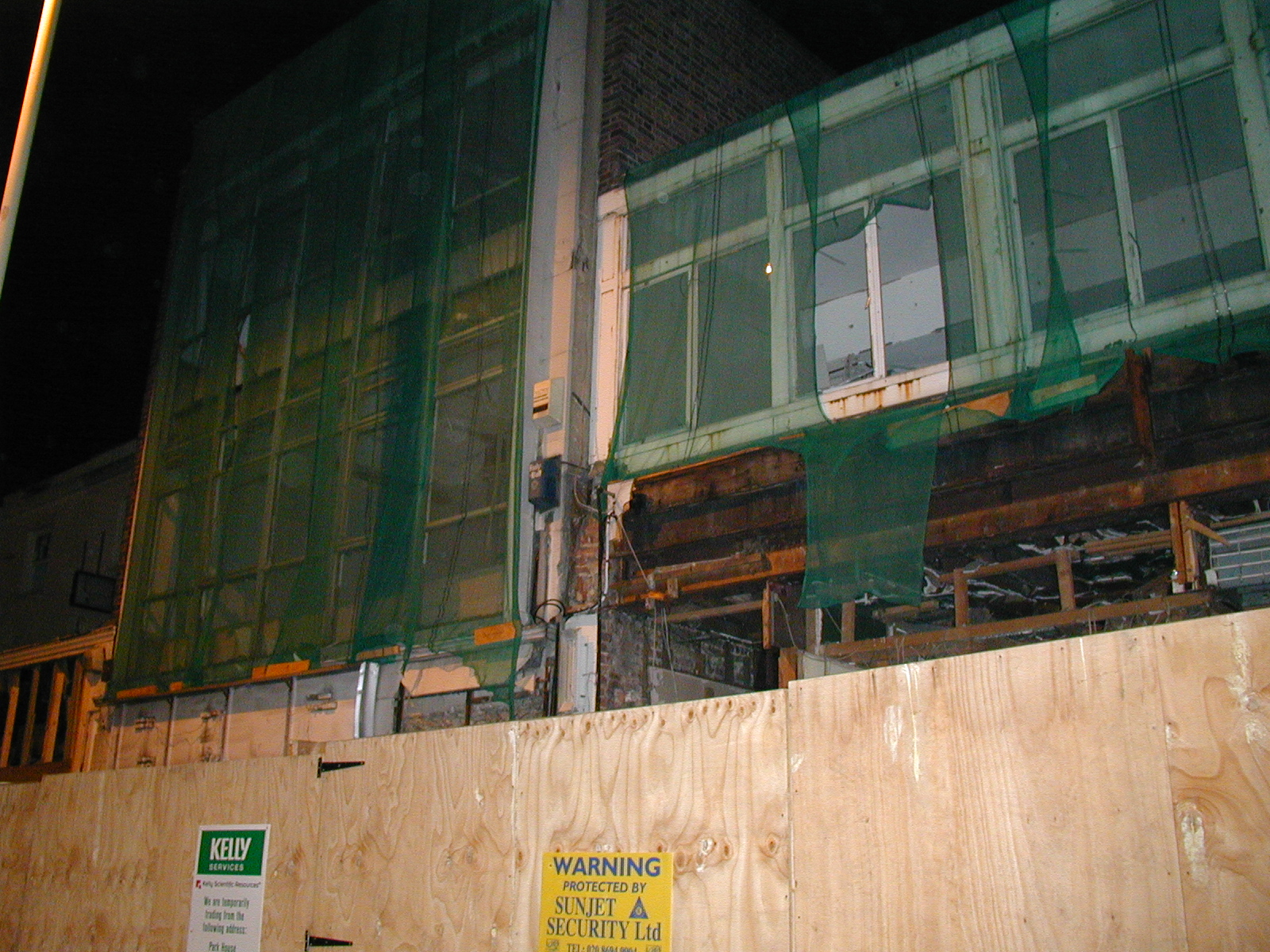
Schade na een bomaanslag in de Londense wijk Ealing in 2001

De Real Irish Republican Army (Real IRA of RIRA), ook bekend als de New IRA (NIRA) sinds 2012, is een splintergroepering van de IRA opgericht in 1998. De organisatie staat op zowel de lijst van terroristische organisaties van de Europese Unie en de lijst van terroristische organisaties van de Verenigde Staten.
De RIRA is vooral actief in Noord-Ierland, maar ook in de republiek Ierland en in andere delen van Groot-Brittannië. De RIRA is onder andere verantwoordelijk voor enkele bomaanslagen, sluipmoorden en berovingen in Noord-Ierland. De RIRA pleegt vooral aanslagen op de Britse autoriteiten in Noord-Ierland en op vestigingen van Noord-Ierse protestanten. Verder wordt de groep verdacht van een autobomaanslag in Omagh (in Noord-Ierland). Deze laatstgenoemde aanslag was op 15 augustus 1998. 29 mensen werden gedood en 220 mensen raakten gewond. Op 8 maart 2009 werd een aanslag op een Britse legerbasis opgeëist door de RIRA. Bij deze aanslag kwamen twee soldaten om.
De groepering splitste zich in februari 1998 af van de Provisional Irish Republican Army onder leiding van Mickey McKevitt. McKevitts vrouw, Bernadette Sands-McKevitt, is een van de grondleggers van de Iers-republikeinse 32-Country Sovereignty Movement. De RIRA bestaat uit naar schatting ongeveer 70 leden, van wie de meesten van de IRA overgestapt zijn naar de RIRA omdat ze het niet eens waren met het Goedevrijdagakkoord van de IRA in 1998. Dit akkoord bevat principes zoals democratie en geweldloosheid. De RIRA-leden zijn tegen artikel twee en drie van de Ierse grondwet, waarin de vrijheid van meningsuiting in Noord-Ierland voorkomt.
Gespeculeerd wordt dat de RIRA geld van aanhangers in de VS ontvangt. Er wordt ook beweerd dat RIRA-leiders hebben geprobeerd hulp te krijgen van Libië. Ook zouden ze geprobeerd hebben wapens te kopen in de Balkan, in Oost-Europa.